# Alfredo Lim
Alfredo Siojo Lim (林雯洛; pinyin: Lín Wénluò; pe̍h-ōe-jī: Lîm Bûn-lo̍k) (Manila, 21 dicembre 1929 – Manila, 8 agosto 2020) è stato un politico e poliziotto filippino di origini cinesi.

## Biografia
Prima del suo ingresso in politica, svolse l'occupazione di poliziotto per oltre trent'anni. Durante l'amministrazione di Corazon Aquino fu nominato direttore del National Bureau of Investigation (NBI).
Nel 1992 si candidò con successo come Sindaco di Manila, ricoprendo tale carica sino al 1998. Nel medesimo anno si candidò alle elezioni presidenziali, venendo sconfitto da Joseph Estrada. Quest'ultimo lo nominò Segretario dell'Interno e degli Enti Locali nel 2000. Quattro anni dopo fu eletto come membro del Senato ma decise di rassegnare le proprie dimissioni nel 2007 per candidarsi nuovamente come Sindaco di Manila e ricoprendo tale carica sino al 2013, quando fu sconfitto nuovamente da Joseph Estrada.
Per via del suo passato come agente di Polizia e dei suoi metodi di governo, fu soprannominato localmente "Dirty Harry" come tributo all'omonimo personaggio immaginario.
È deceduto l'8 agosto 2020 a Manila all'età di 90 anni, il giorno dopo essere risultato positivo al COVID-19.